# Geek Code
Geek Code – utworzony w 1993 przez Roberta A. Haydena zestaw symboli, służący do opisywania osobowości, wyglądu, zainteresowań, umiejętności oraz opinii geeków.

## Historia
Geek Code został utworzony przez Roberta A. Haydena w 1993 oraz został opisany na geekcode.com na podstawie podobnego kodu subkultury Miśków.
W niektórych częściach sieci, dawniej popularną praktyką było używanie Geek Code jako sygnatura w e-mailu albo Usenecie.
Po wielu aktualizacjach, ostatnia rewizja – v3.12 – wyszła w 1996.

## Format
Geek code może zostać zapisany na dwa sposoby, jako ciąg: 
```
GED/J d-- s:++>: a-- C++(++++) ULU++ P+ L++ E---- W+(-) N+++ o+ K+++ w--- O- M+ V-- PS++>$ PE++>$ Y++ PGP++ t- 5+++ X++ R+++>$ tv+ b+ DI+++ D+++ G+++++ e++ h r-- y++**

```

albo jako „Geek Code Block”, parodiujący klucze tworzone przez program szyfrujący PGP:
```
-----BEGIN GEEK CODE BLOCK-----
  Version: 3.1
  GED/J d-- s:++>: a-- C++(++++) ULU++ P+ L++ E---- W+(-) N+++ o+ K+++ w---
  O- M+ V-- PS++>$ PE++>$ Y++ PGP++ t- 5+++ X++ R+++>$ tv+ b+ DI+++ D+++
  G+++++ e++ h r-- y++**
------END GEEK CODE BLOCK------

```

(Oba przykłady używają kodu Haydena)

## Kodowanie

### Przynależność
Kod zaczyna się od litery G poprzedzającą przynależność geeka. Wyróżniamy 28 przynależności:
```
GB - Geek Biznesu
GC - Geek Klasyków
GCA - Geek Sztuki komercyjnej
GCS - Geek Informatyki
GCC - Geek Komunikacji
GE - Geek Inżynierii
GED - Geek Edukacji
GFA - Geek Sztuk pięknych
GG - Geek Rządu (Polityki)
GH - Geek Nauk Humanistycznych
GIT - Geek Technologii informacyjnej
GJ - Geek Prawoznawstwa
GLS - Geek Bibliotekoznawstwa
GMC - Geek Komunikacji Masowej
GM - Geek Matematyki
GMD - Geek Medycyny
GMU - Geek Muzyki
GPA - Geek Sztuk Widowiskowych
GP - Geek Filozofii
GS - Geek Nauk Ścisłych
GSS - Geek Nauk Społecznych
GTW - Geek pisma technicznego
GO - Geek Innych
GU - Niezdecydowany Geek
G! - Geek bez kwalifikacji
GAT - Geek wszystkiego

```

### Kategorie

#### Wygląd
- d – styl ubierania się

- s – „kształt” – wzrost:waga
- a – wiek

#### Komputery
- C – Komputery
- U – Unix
  - B – BSD
  - L – Linux
  - U – Ultrix
  - A – AIX
  - V – SysV
  - H – HPUX
  - I – IRIX
  - O – OSF/1(inne języki)
  - S – Solaris
  - C – SCO Unix
  - X – NeXT
  - * – Niewymienione powyżej

- P – Perl
- L – Linux
- E – Emacs
- W – World Wide Web
- N – Usenet News
- o – Usenet Oracle
- K – Kibo(inne języki)
- w – Microsoft Windows
- O – OS/2
- M – Macintosh
- V – VMS

#### Polityka
- PS – Problemy Społeczne
- PE – Problemy Ekonomiczne
- Y – Cypherpunk
- PGP – PGP

#### Rozrywka
- t – Star Trek
- 5 – Babylon 5
- X – Z Archiwum X
- R – Role-playing
- tv – Telewizja
- b – Książki
- DI – Dilbert
- D – Doom
- G – Geek Code

#### Styl Życia
- e – Edukacja
- h – Mieszkanie
- r – związki
- x,y,z – Płeć/Seks (x – kobieta, y – mężczyzna, z – wolę nie mówić)

### Stosunek

#### Plusy i minusy
Chcąc określić stosunek do danej kategorii (nie licząc przynależności), możemy użyć plusów (+) albo minusów (-) w określonej ilości. Przykładowo sympatię do Linuksa można określić poprzez L+++, a antypatię do Windowsa poprzez w---. Całą listę można zobaczyć na zarchiwizowanej stronie geekcode.com

#### Modyfikatory
Poza plusami i minusami do dokładniejszego określenia sympatii lub antypatii możemy używać kilku modyfikatorów:
- @ – Cecha może zmienić się z czasem, ale nie wiemy dokładnie jak. Przykład: C++@
- () – Nawiasy stosujemy gdy nasz stosunek do danej rzeczy zmienia się często i w danym zakresie, np. zależnie od sytuacji. Przykład C++(-)
- > – Stosujemy gdy chcemy z czasem zmienić swój stosunek do czegoś i dokładnie wiemy jak. Przykład C++>+++
- $ – Oznacza, że sympatia do tej kategorii pozwala nam zarabiać w życiu. Przykład: C+++$
- ? – Stosujemy gdy chcemy powiedzieć, że nasz stosunek do tego jest nijaki, np. w ogóle nie wiemy co to jest. Wtedy nie używamy plusów i minusów! Przykład: C?
- ! – Stosowane przed kategorią oznacza, że nie mamy z nią nic wspólnego. Przykład: !C

## Dekodowanie
Jest parę „dekoderów” Geek Code'u:
- Program ungeek.pl autorstwa Pete'a Williamsa.
- Wersja Internetowa programu ungeek.pl autorstwa Bradleya M. Kuhna
- Podobna strona internetowa autorstwa Joego Reissa, stworzona w 1999